# Virtual Bart
Virtual Bart est un jeu vidéo développé par Sculptured Software et édité par Acclaim en 1994 sur et Mega Drive et Super Nintendo,,.